# Prinz-Friedrich-August-Brücke
Die Prinz-Friedrich-August-Brücke ist eine historische Straßenbrücke im Zuge der Staatsstraße 132 über das Fließgewässer Mandau im Süden der Großen Kreisstadt Zittau. Sie steht als technisches Denkmal unter sächsischem Kulturdenkmalschutz.

## Konstruktion
Das Bauwerk ist eine dreibogige Gewölbebrücke. Sie ist 36,69 m lang und flach gegründet. Die Einzelstützweiten betragen je 12,20 m in den Randfeldern und 12,29 m im Mittelfeld. Das Bauwerk hat eine 8,00 m breite Fahrbahn und beidseitig angeordnete 2,00 m breite Gehwege.

## Geschichte
Das Bauwerk wurde im Jahr 1897 errichtet. 2022 wurde das Bauwerk durch das Landesamt für Straßenbau und Verkehr umfassend erneuert. Die Erneuerung erfolgte mittels Fertigteilen, um den Bahnbetrieb der Zittauer Schmalspurbahn möglichst wenig einzuschränken.